# Stefaniola harenosa
Stefaniola harenosa är en tvåvingeart som beskrevs av Möhn 1971. Stefaniola harenosa ingår i släktet Stefaniola och familjen gallmyggor. Inga underarter finns listade i Catalogue of Life.